# Manfred Walter
Manfred Walter (Wurzen, 31 luglio 1937) è un ex calciatore tedesco orientale dal 1990 tedesco, di ruolo difensore.